# Tensore metrico
In geometria differenziale, un tensore metrico è un campo tensoriale che caratterizza la geometria di una varietà. Tramite il tensore metrico è possibile definire le nozioni di distanza, angolo, lunghezza di una curva, di una geodetica o di una curvatura.

## Definizioni

### Prodotto scalare non degenere in ogni punto
Un tensore metrico è un campo tensoriale {\displaystyle g} definito su una varietà differenziabile, di tipo {\displaystyle (0,2)}, simmetrico e non degenere in ogni punto.
Il tensore definisce quindi in ogni punto un prodotto scalare non degenere fra i vettori dello spazio tangente nel punto.

### Coordinate
Un tensore è indicato in coordinate come {\displaystyle g_{ij}}. Per ogni punto {\displaystyle x} della varietà, fissato una carta locale, il tensore in {\displaystyle x} è rappresentato quindi da una matrice simmetrica {\displaystyle g_{ij}(x)} con determinante diverso da zero. Come tutti i campi tensoriali, la matrice cambia in modo differenziabile al variare di {\displaystyle x} all'interno della carta.

### Segnatura
Poiché il determinante non si annulla mai, la segnatura della matrice {\displaystyle g_{ij}(x)} è la stessa per ogni {\displaystyle x} se la varietà è connessa.
Se la segnatura è di tipo {\displaystyle (n,0)}, cioè se il prodotto scalare è ovunque definito positivo, il tensore induce una metrica sulla varietà, che è quindi chiamata varietà riemanniana. Se il tensore non è definito positivo, la varietà è detta pseudo-riemanniana.
Le varietà riemanniane sono le più studiate in geometria differenziale. Localmente, una varietà riemanniana è simile ad uno spazio euclideo, benché possa essere globalmente molto differente. D'altro canto, lo spaziotempo nella relatività generale è descritto come una particolare varietà pseudoriemanniana, con segnatura {\displaystyle (1,3)}. Una tale varietà è localmente simile allo spaziotempo di Minkowski.

## Esempi

### Metrica euclidea
Lo spazio euclideo {\displaystyle \mathbb {R} ^{n}} è dotato della metrica euclidea, che può essere descritta da un tensore metrico {\displaystyle g}. Lo spazio tangente di ogni punto è identificato naturalmente con {\displaystyle \mathbb {R} ^{n}}. Rispetto a questa identificazione, il tensore {\displaystyle g} è la matrice identità per ogni punto dello spazio.

### Varietà immersa
Sia {\displaystyle X} una varietà differenziabile in {\displaystyle \mathbb {R} ^{n}}. Il tensore metrico euclideo induce un tensore metrico su {\displaystyle X}: si tratta dello stesso prodotto scalare, ristretto in ogni punto di {\displaystyle X} al sottospazio dei vettori tangenti a {\displaystyle X}. Poiché il tensore euclideo è definito positivo, lo è anche il tensore indotto, e quindi ogni varietà immersa in {\displaystyle \mathbb {R} ^{n}} ha una struttura di varietà riemanniana.
Ad esempio, il tensore indotto sulla sfera unitaria, scritto in coordinate sferiche {\displaystyle (\theta ,\phi )}, è dato da
{\displaystyle g=\left[{\begin{array}{cc}1&0\\0&\sin ^{2}\theta \end{array}}\right]}
e può essere riassunto nella forma
{\displaystyle ds^{2}=d\theta ^{2}+\sin ^{2}\theta \,d\phi ^{2}.}

### Spaziotempo di Minkowski
Lo spaziotempo di Minkowski è lo spazio {\displaystyle \mathbb {R} ^{4}} dotato del tensore
{\displaystyle g={\begin{bmatrix}-c^{2}&0&0&0\\0&1&0&0\\0&0&1&0\\0&0&0&1\end{bmatrix}}\ }
che può essere riassunto nella forma
{\displaystyle ds^{2}=-c^{2}dt^{2}+dx^{2}+dy^{2}+dz^{2}.}
La costante {\displaystyle c} è la velocità della luce. Il tensore si ricava come unica soluzione di coordinate che soddisfa l'invarianza della distanza fra due punti per tutti  i sistemi di riferimento, vale a dire il sistema a due equazioni ponendo: {\displaystyle ds=ds'}.
Il tensore di Minkowski corrisponde a un piano senza ostacoli né curvature. Le sue geodetiche sono linee rette, ma il cambio di segno temporale introduce la peculiarità che non corrispondono più alla distanza più breve fra due punti, ma alla più lunga.

## Indici di un tensore

### Tensore metrico coniugato
Al tensore metrico {\displaystyle g_{ij}} è associato un analogo tensore di tipo {\displaystyle (2,0)}, denotato con la stessa lettera ma con gli indici in alto {\displaystyle g^{ij}.} Il tensore è definito in coordinate come la matrice inversa di {\displaystyle g_{ij}} (questa definizione non dipende dalla scelta delle coordinate; in alcuni contesti si effettua anche la trasposta). Questo tensore è detto a volte tensore metrico coniugato. La relazione fra i due tensori può essere scritta nel modo seguente:
{\displaystyle g_{\nu \mu }g^{\mu \gamma }=\delta _{\nu }^{\gamma }}
scritta con la notazione di Einstein, dove il tensore {\displaystyle \delta } è la delta di Kronecker definita da
{\displaystyle \delta _{\nu }^{\gamma }={\begin{cases}1&\mathrm {se} \ \nu =\gamma \\0&\mathrm {altrimenti} \end{cases}}}

### Alzamento e abbassamento di indici
Un tensore metrico, oltre ad introdurre concetti geometrici come lunghezze e angoli, permette di semplificare alcune notazioni e strutture. Tramite il tensore è possibile identificare gli spazi tangente e cotangente di una varietà.
Più in generale, il tensore metrico può essere utilizzato per "abbassare" o "alzare" gli indici a piacimento in un tensore, trasformando ad esempio vettori in covettori e viceversa. Questo viene fatto contraendo opportunamente con i tensori {\displaystyle g_{ij}} e {\displaystyle g^{ij}}. Ad esempio, un vettore {\displaystyle A^{\mu }} viene trasformato in un covettore 
{\displaystyle A_{\nu }=g_{\nu \mu }A^{\mu }.}
Alternativamente, 
{\displaystyle A^{\mu }=g^{\mu \gamma }A_{\gamma }.}